# セルサーレ
セルサーレ（イタリア語: Sersale）は、イタリア共和国カラブリア州カタンザーロ県にある、人口約4,600人の基礎自治体（コムーネ）。

## 地理

### 位置・広がり

#### 隣接コムーネ
隣接するコムーネは以下の通り。
- チェルヴァ
- クローパニ
- マジザーノ
- ペトロナ
- セッリーア・マリーナ
- ザガリーゼ